# اوه! سگ بهشتی
اوه! سگ بهشتی (به انگلیسی: Oh! Heavenly Dog) فیلمی محصول سال ۱۹۸۰ و به کارگردانی جو کمپ است. در این فیلم بازیگرانی همچون چوی چیس، بنجی، جین سیمور، عمر شریف، رابرت مورلی، آلن سوئس، دونالی رودس، جان استراید، باربارا لی-هانت، ریچارد ورنون، فرانک ویلیامز، لورنزو میوزیک و کی ترمبلی ایفای نقش کرده‌اند.